# 金洪 (成化進士)
金洪（1456年—？），字惟深，浙江寧波府鄞縣人，民籍，明朝政治人物。

## 生平
浙江鄉試第八十六名舉人。成化二十三年（1487年）中式丁未科會試第一百九十一名，三甲第一百三十二名進士。授靖江知縣，弘治九年（1496年）六月选授山西道试監察御史，十年八月实授，丁憂服闋，十五年四月復除河南道，巡按陕西，正德二年（1507年）巡按山东，十一月因陕西赵恕謀杀一案被劉瑾革职。接替刘琬任松江府知府一职，1508年，由翁理接任。四年十二月因坐供应内库布不如式，为查盘给事中叚豸所紏，与御史李廷梧一起被械系至京师，下镇抚司狱。以案牍明，竟不能害。

## 家族
曾祖金榮；祖父金暹，封郎中；父金亮，前兵部郎中。前母張氏（贈孺人）；母袁氏（封宜人）；繼母傅氏。